# الشقيقتان ويليامز
|                                              | | |
|                                              | فينوس | سيرينا |
| أعلى مرتبة للألعاب الفردية:                  | رقم 1 (25 فبراير 2002 | رقم 1 (8 يوليو 2002) |
| أعلى مرتبة للألعاب الزوجية:                  | رقم 1 (7 يونيو 2010) | رقم 1 (7 يونيو 2010) |
| الألقاب في الألعاب النسائية الفردية:         | 43 | 45 |
| الألقاب في الألعاب النسائية الزوجية:         | 21 | 22 |
| الألقاب في البطولات الكبري الفردية النسائية: | 7 (Wimbledon 2000/01/05/07/08, US Open 2000/01) | 15 (Aus Open 2003/05/07/09/10, French Open 2002, Wimbledon 2002/03/09/10/12, US Open 1999/2002/08/12)                                                    |
| الألقاب في البطولات الكبرى الزوجية النسائية: | 13 (بطولة أستراليا المفتوحة للتنس 2001/03/09/10، بطولة فرنسا المفتوحة للتنس 1999/2010، ويمبلدون 2000/02/08/09/12، بطولة أمريكا المفتوحة للتنس 1999/2009) | 13 (بطولة أستراليا المفتوحة للتنس 2001/03/09/10، بطولة فرنسا المفتوحة للتنس 1999/2010، ويمبلدون 2000/02/08/09/12، بطولة أمريكا المفتوحة للتنس 1999/2009) |
| الألقاب في البطولات الكبرى الزوجية مختلط:    | 2 (بطولة أستراليا المفتوحة للتنس 1998، بطولة فرنسا المفتوحة للتنس 1998)                                                                                  | 2 (ويمبلدون 1998, بطولة أمريكا المفتوحة للتنس 1998) |
| اللعب:                                       | باليد اليمنى (باليدين) | باليد اليمنى (باليدين) |

الشقيقتان ويليامز (Williams sisters) هما لاعبتا تنس أمريكيتان محترفتان: فينوس ويليامز (Venus Williams) ولدت عام 1980م، وحصلت على لقب الفائز سبع مرات في البطولات الكبرى (فردية)، وسيرينا ويليامز (Serena Williams) ولدت عام 1981م، وحصلت على لقب الفائز خمس عشرة بطولة في البطولات الكبرى (فردية)، وقد درّب كلتاهما منذ نعومة أظافرهما والديهما ريتشارد ويليامز (Richard Williams) وآرواسين برايس (Oracene Price). وكان هناك منافسة محترفة مشهورة بينهما – بين بطولات أمريكا المفتوحة للتنس لعام 2001م وويمبلدون لعام 2009م، وتقابلا في ثمان بطولات كبرى نهائية فردية. وظلا متقاربتين، وفي كثير من الأحيان ينظران لمباريات كل منهما للحصول على الدعم، حتى بعد خروج إحداهما من البطولة.
ونالت كلتا الشقيقتين شرف ترتيب رابطة محترفات التنس بوضعهما في المرتبة الأولى على مستوى العالم. وفي عام 2002م، وعقب بطولة فرنسا المفتوحة للتنس، احتلت فينوس ويليامز وسيرينا ويليامز المرتبة الأولى والثانية على التوالي. وخلال بطولة فرنسا المفتوحة للتنس عام 2010م، أصبحتا مشتركتين في المرتبة الأولى على مستوى العالم في ألعاب النساء الزوجية، فضلاً عن حفاظهما على تصدرهما في الألعاب الفردية للتنس.
وفازت كلتا اللاعبتين بأربع ميداليات ذهبية في الألعاب الأولمبية الصيفية، حيث فازت كلتاهما بميدالية في الألعاب الفردية وثلاث ميداليات في الألعاب الزوجية - وهذا يمثل إجمالي ما حصلتا عليه معًا، وهو ما يفوق معدل فوز أي لاعب تنس. وكما هو الحال لأي ثنائي، فازت كلتاهما في البطولات الكبرى الأربع والألعاب الأولمبية في الألعاب الثنائية.